# Uteodon
Uteodon – rodzaj ornitopoda z kladu Iguanodontia, żyjącego w późnej jurze (wczesny lub środkowy tyton) na terenach dzisiejszej Ameryki Północnej. Gatunkiem typowym jest U. aphanoecetes, którego holotypem jest niemal kompletny szkielet pozaczaszkowy oznaczony CM 11337,  z zachowanymi ośmioma kręgami szyjnymi, 16 grzbietowymi, 4 krzyżowymi i 14 ogonowymi, obiema łopatkami, lewą kością kruczą, obiema kośćmi ramiennymi, lewą kością promieniową i łokciową, kośćmi lewego nadgarstka i dłoni, obiema kośćmi biodrowymi, łonowymi i kulszowymi, obiema kośćmi udowymi i piszczelowymi, kośćmi strzałkowymi, 31 żebrami, 6 żebrami szyjnymi i skostniałymi ścięgnami. Holotyp odkryto w 1922 r. na terenie hrabstwa Uintah w amerykańskim stanie Utah, w osadach formacji Morrison na obszarze Dinosaur National Monument; jego krótki opis opublikował w 1925 r. Charles Gilmore, zaliczając ów okaz do gatunku Camptosaurus medius (później uznanego za młodszy synonim Camptosaurus dispar). Kenneth Carpenter i Yvonne Wilson (2008) po zbadaniu owego okazu stwierdzili jednak, że na tyle różni się on budową od C. dispar, że uzasadnia to przeniesienie go do nowego gatunku w obrębie rodzaju Camptosaurus, który nazwali C. aphanoecetes; ponadto autorzy uznali niekompletną żuchwę z zachowanymi zębami oznaczoną DINO 499, kość zębową oznaczoną DINO 556, niekompletny szkielet z zachowaną niekompletną puszką mózgową oznaczony CM 15780 i szereg pojedynczych kości szkieletu pozaczaszkowego odkrytych na obszarze Dinosaur National Monument za należące do przedstawicieli tego gatunku. Gatunek ten został uwzględniony w analizie kladystycznej przeprowadzonej przez McDonalda, Barretta i Chapman (2010). Analiza ta nie tylko potwierdziła zasadność uznania go za odrębny od C. dispar gatunek, ale też wykazała, że nie ma podstaw, by zaliczać "C." aphanoecetes do rodzaju Camptosaurus; z analizy tej wynika, że "C." aphanoecetes nie był taksonem siostrzanym do gatunku C. dispar, lecz był jednym z najbardziej bazalnych przedstawicieli kladu Styracosterna (tj. najszerszego kladu obejmującego gatunek Parasaurolophus walkeri, ale nie obejmującego C. dispar). Według tej analizy "C." aphanoecetes był w nierozwikłanej politomii z gatunkami Cumnoria prestwichii i Owenodon hoggii oraz z kladem obejmującym wszystkich pozostałych przedstawicieli Styracosterna. Także późniejsza analiza McDonalda (2011) potwierdziła, że "C." aphanoecetes był (obok Cumnoria) najbardziej bazalnym przedstawicielem Styracosterna; w związku z tym McDonald wyłączył ten gatunek z rodzaju Camptosaurus i ustanowił go gatunkiem typowym nowego rodzaju, który nazwał Uteodon.
Według McDonalda (2011) U. aphanoecetes różni się od wszystkich przedstawicieli kladu Iguanodontia poza Cumnoria prestwichii współwystępowaniem szeregu cech budowy szkieletu pozaczaszkowego, m.in. łopatki z wyrostkiem barkowym, który jest wypukły na krawędzi kranialnej (zwróconej dogłowowo); wypukłym dorsalnym (grzbietowym) brzegiem łopatki; wypukłym dorsalnym brzegiem kości biodrowej rozszerzającym się mediolateralnie (środkowo-bocznie, ukośnie) ku miejscu przyczepu M. iliocaudalis (mięśnia biodrowo-ogonowego) i końcem dalszym kości kulszowej tworzącym rozszerzoną w kierunku dogłowowym stopkę (boot). Uteodon różni się od Cumnoria tylko jedną cechą budowy czaszki – kłykieć potyliczny u U. aphanoecetes wydłuża się wentralnie (w kierunku brzusznym) bardziej niż guzy u podstawy puszki mózgowej. Podobieństwa między U. aphanoecetes i C. prestwichii mogą sugerować, że gatunki te są blisko spokrewnione i może należałoby je zaliczyć do jednego rodzaju Cumnoria. McDonald nie zdecydował się jednak na zaliczenie ich do tego samego rodzaju, wskazując, że nie jest pewne, czy przyszłe analizy kladystyczne wykażą, że gatunki te są taksonami siostrzanymi; nie można wykluczyć, że odkrycie większej liczby skamieniałości wykaże, że między dwoma gatunkami jest więcej różnic, stąd zdaniem McDonalda lepiej zaliczyć je do odrębnych rodzajów.
Carpenter i Lamanna (2015) stwierdzili, że cecha budowy czaszki U. aphanoecetes, która według McDonalda miała odróżniać ten gatunek od C. prestwichii, tj. kłykieć potyliczny wydłużony wentralnie bardziej niż guzy u podstawy puszki mózgowej, stwierdzona u okazu CM 15780 z zachowaną puszką mózgową jest w rzeczywistości wynikiem uszkodzenia puszki mózgowej tego okazu, a nie autentyczną cechą budowy ciała. Co więcej, autorzy stwierdzili, że ta puszka mózgowa w rzeczywistości należy do przedstawiciela rodzaju Dryosaurus. W ocenie autorów niektóre cechy budowy wymienione przez McDonalda jako dowodzące bliskiego pokrewieństwa U. aphanoecetes i C. prestwichii występują również u innych ornitopodów; występowanie innych nie może zaś być z pewnością potwierdzone u C. prestwichii. W ocenie autorów równice występujące między Camptosaurus dispar, Cumnoria prestwichii, Uteodon aphanoecetes nie są na tyle liczne i istotne, by uzasadniały zaliczanie ich do odrębnych rodzajów; autorzy zaliczyli te trzy gatunki do rodzaju Camptosaurus, utrzymując je jednocześnie jako odrębne gatunki.